# Prirodoslovna škola Vladimira Preloga
Prirodoslovna škola Vladimira Preloga u Zagrebu srednja je škola s naglaskom obrazovanja na prirodnim znanostima.

## Povijest
Škola počinje s radom 1. rujna 1946. godine otvaranjem Kemijsko tehnološkog odjela srednje Tehničke (trogodišnje) škole. Četverogodišnji program uveden je 1948. godine. Kemijske tehničke škole osnovana je 13. srpnja 1960. godine u Zagrebu, u Klaićevoj br. 7. Godine 1961. osnovana je trogodišnja kemijska škola s praktičnom obukom (KIZ). KIZ i KTŠ 1964. godine preseljeni su u novoizgrađenu zgradu u današnjoj Ulici grada Vukovara 269. Spajanjem KIZ-a i KTŠ-a 1969. godine nastaje Kemijski školski centar (KŠC). 1974. KŠC postaje Kemijsko-tehnološko-prehrambeni školski centar (KTPŠC).  U siječnju 1978. postaje Kemijsko tehnološki obrazovni centar (KTOC). Geološko-rudarsko-naftni odjel otvoren je 1982. godine. Godine 1991. upisuju se dva razreda u prirodoslovno-matematičku gimnaziju koja je prestala s radom 1994. te 1991. upisuju se dva razredna odjela kemijskog tehničara: kemijski tehničar opći i kemijski tehničar procesni.
Škola 1992. godine mijenja naziv i od tada je poznata kao Kemijska i geološka tehnička škola. 1993. upisan je jedan razredni odjel kemijskog laboranta. Dva razreda kozmetičara upisuju se 1995. godine. Školske godine 1999./2000. počeo se provoditi program za zanimanje ekološki tehničar. Eksperimentalni program prirodoslovne gimnazije započinje od školske godine 2004./2005.
Promjenom naziva škole 12. siječnja 2005. godine u Prirodoslovnu školu Vladimira Preloga počinje novo razdoblje u životu škole. Od školske godine 2009./2010. upisuje jedan sportski razred prirodoslovne gimnazije.
Školske godine 2016./2017., zahvaljujući projektu “In english, please”, upisan je prvi razredni odjel prirodoslovne gimnazije koji prirodoslovne predmete (kemiju, matematiku, biologiju, fiziku) sluša na engleskom jeziku.

## Smjerovi

### Gimnazijski programi
- Prirodoslovna gimnazija (klasični program) – programom se razlikuje od programa opće gimnazije zbog naglaska na prirodoslovnim predmetima. To se očituje dodatnom satnicom u sklopu izvođenja laboratorijske nastave iz kemije, fizike i biologije. Svake se školske godine upisuju tri razreda, a za upis je potrebno zadovoljiti uvjete iz prijemnog ispita.
- Prirodoslovna gimnazija (odjel za sportaše) – program je identičan prirodoslovnoj gimnaziji predodređen za učenike koji se bave športom u obliku izvanškolske aktivnosti. Iz tog se razloga nastava ovog smjera provodi stalno u jutarnjoj smjeni. Svake se školske godine upisuje jedan razred, a za upis je potrebno zadovoljiti uvjete iz prijemnog ispita te priložiti dokumentaciju o članstvu sportskog kluba ili neke druge institucije vezane uz sport koju učenik redovito posjećuje.
- Prirodoslovna gimnazija (uz skupinu predmeta na stranom jeziku) – program je identičan programu prirodoslovne gimnazije predodređen za učenike koji nastavu kemije, fizike, biologije, matematike i informatike žele slušati na engleskome jeziku.  Svake se školske godine upisuje jedan razred, a za upis je potrebno zadovoljiti uvjete iz prijemnog ispita i posebne provjere znanja engleskog jezika.

### Strukovni programi
- Kemijski tehničar – četverogodišnji je strukovni smjer koji osposobljava učenike za organizaciju, vođenje i nadziranje proizvodnje u industrijskim pogonima te izvođenje složenih ispitivanja kvalitete i analize materijala u kemijskom laboratoriju. Svake se školske godine upisuju dva razreda ovog smjera.
- Ekološki tehničar – četverogodišnji je strukovni smjer koji osposobljava učenike za samostalno izvođenje kemijskih, bioloških i mikrobioloških analiza najsuvremenijim metodama. Svake se školske godine upisuje jedan razreda ovog smjera.
- Kozmetičar – četverogodišnji je strukovni smjer koji osposobljava učenike za njegu i uljepšavanje cijelog tijela. Svake se školske godine upisuju dva razreda ovog smjera.

Do 2020. godine upisivao se jedan razred geoloških tehničara (strukovni), no zbog slabog je interesa program ugašen i upisuju se umjesto jednog dva razreda kemijskih tehničara (strukovni).

## Prostor škole
Škola sada sadrži 11 300 m2 zatvorenog prostora i 10 000 m2 otvorenog prostora.
Glavni ulaz u školu nalazi se u zgradi D, točnije na mjestu gdje se ona spaja sa zgradom A.
Desno od glavnog ulaza škole nalazi se zgrada A, glavna i najveća zgrada škole. Sagrađena je zajedno sa zgradom B 1964. godine prema tada najvišim standardima. U prizemlju zgrade A nalaze se prostorije uprave i administracije, zbornica, učenička porta te kozmetološki laboratorij i dva kozmetička salona. Na prvom i drugom katu nalaze se učionice, a dvije učionice iz informatike opremljene računalima za svakog učenika nalaze se na drugom katu. Treći kat zgrade A izgrađen je 2005. godine. Namijenjen je izvanučioničnoj edukaciji, a na njemu se nalaze:
- Regionalni obrazovni centar (ROC) - prostor za edukaciju nastavnika STEM područja uključenih u e-škole i izvođenje nastave informatike.

- Knjižnica s čitaonicom za učenike i nastavnike opskrbljena računalima.

- Višenamjenska konferencijska dvorana s 250 mjesta za stručna predavanja i seminare za učenike te provođenje pismenih provjera znanja, učeničkih natjecanja i državne mature.[2]

Između A i B zgrade nalazi se troetažna zgrada "i". Karakterističan naziv zgrade potječe od povezanosti naziva "zgrade A i B". Izgrađena je 2020. godine zbog potrebe za većim prostorom u sklopu prelaska nastave iz dvije u jednu, jutarnju smjenu. Povezana je sa zgradom B na svim etažama, ali sa zgradom A samo u prizemlju. Uz zgradu D, jedina je zgrada s požarnim izlazom i jedina zgrada koja ima dizalo. Osim učionica, zgrada "i" centar je nastavničkih kabineta.
Zgrada B centar je praktične nastave iz prirodoslovnih predmeta. U prizemlju zgrade nalaze se odjel fizike u južnom i odjel biologije u sjeverom hodniku. Oba se odjela sastoje od specijalizirane učionice koja se nastavlja na laboratorij. Na prvom se katu nalaze laboratoriji za opću i anorgansku te organsku kemiju, a na drugom katu laboratoriji za fizikalnu kemiju i analitičku kemiju.
Zgrada D (D - dvorana) izgrađena je 1986. godine i arhitektonski je dodana postojećoj zgradi A kao zasebno, treće krilo. Ona je rekreacijski centar škole. U njoj se nalaze školska športska dvorana, dvorana za korektivnu gimnastiku (tzv. mala sportska dvorana), 10 svlačionica, kabineti te skladišta sportske opreme i rekvizita. U zgradi se također nalazi teretana koja nije u sklopu škole, odnosno posebno se naplaćuje članarina za njezino korištenje. Iznad svlačionica nalazi se polivalentni prostor čija se jedna četvrtina koristi kao kantina gdje se nalazi kafić, prodaju forneti, razna pića i sendviči, a pred kraj školske godine i sladoled. U prostoru iza kantine također se nalaze tri manje učionice.

## Zanimljivosti o školi
Škola od 1998. godine izdaje školski list Geokem koji godine 2000. mijenja naziv u Labos.
Nastava se odvija u klimatiziranim i tehnološki opremljenim učionicama, a eksperimentalni i praktični dio nastave odvija se u šest potpuno opremljenih znanstvenih laboratorija, dvama kozmetičkim salonima i dvama kozmetičkim laboratorijima.
Učenicima je na raspolaganju knjižnica gdje se mogu pripremati za nastavu ili provoditi slobodno vrijeme. Uz knjižnicu tu su i teretana, športska dvorana te različiti školski klubovi i organizacije poput volontera, književnog kluba, astronomskog kluba, školskog benda, likovne i plesne radionice.
Škola ima i školsko igralište na otvorenom i botanički vrt.
Tijekom odmora postoji i školski DJ koji pušta glazbu.
Školske učionice imaju kapacitet za 28 učenika, ali je po pravilniku prilikom upisivanja dozvoljeno 26 učenika u jednom razrednom odjelu.
Svake se godine organizira školski mjuzikl povodom dana škole.
Svake se godine organizira putovanje cijele škole vlakom u neki grad u Hrvatskoj.
Škola ima ormariće za učenike, te dva učenika dijele jedan ormarić.
Izgradnjom zgrade i nastava u školi odvija se u jednoj smjeni s početkom od 13. siječnja 2020. Međutim, zbog posljedica potresa 22. ožujka iste godine Prva ekonomska škola od sljedeće školske godine dijeli prostor škole s PŠVP-om u suprotnoj smjeni te je iz tog razloga nastava PŠVP-a u jednoj smjeni privremeno obustavljena.

### Prijemni ispit
S obzirom na veliki interes za upis u školu, školske godine 2019./2020. uveden je prijemni ispit (interno poznat kao provjera posebnih znanja) čija se pitanja tiču prirodnih znanosti, odnosno biologije, fizike i kemije. Ispit se sastoji od 20 pitanja te svako pitanje nosi 0,25 boda, dakle ukupno pet bodova koji se dodaju na bodove dobivene prosjekom ocjena iz osnovne škole. 18 pitanja vezana su uz pojedinačni predmet (šest pitanja iz biologije, fizike i kemije), a zadnja su dva pitanja mješovita, odnosno ispituju znanje iz korelacije dvaju predmeta (fizika i kemija, biologija i fizika i ostale kombinacije).

### Nagrade
- Nagrada Grada Zagreba 2017., za promicanje interesa učenika, doprinos ugledu odgojno-obrazovnog procesa i poboljšanje i osuvremenjivanje nastave[7]

## Vanjske poveznice
- www.psvprelog.hr, službene stranice
- MONOGRAFIJA Tehnička škola - kemijsko tehnološki odjel IV. b razred (1950.-1954.) Zagreb